# 피쿠스 (피아우이주)

피쿠스의 위치

피쿠스(포르투갈어: Picos)는 브라질 피아우이주의 도시로 면적은 803.261 km2, 높이는 206m, 인구는 70,336명(2007년 기준), 인구 밀도는 88명/km2이다.

시기
시 문장